# Castellana negra (uva)
Castellana Negra es una cepa de uva tinta (Vitis vinifera) que, según la Orden APA/1819/2007, de 13 de junio (BOE del día 21), está recomendada en la comunidad autónoma de Canarias. Así, por ejemplo, es uva permitida en los vinos de la Denominación de Origen Tacoronte-Acentejo.